# Steigt freudig in die Luft
Steigt freudig in die Luft (BWV 36a) ist eine weltliche Kantate von Johann Sebastian Bach. Er komponierte sie 1725 in Leipzig für den Köthener Hof und führte sie wahrscheinlich am 30. November 1725 erstmals in Köthen auf.

## Geschichte und Text
Johann Sebastian Bach blieb auch in seiner Zeit als Leipziger Thomaskantor seinem ehemaligen Dienstherren Fürst Leopold von Anhalt-Köthen (1694–1728) eng verbunden. Als Fürstlich-Köthenischer Kapellmeister „von Hause aus“ hatte Bach weiterhin besondere Anlässe am Köthener Hof musikalisch zu gestalten. Es bot sich für ihn an, neben seinem umfangreichen Schaffen in Leipzig, für solche Gastauftritte Eigenkompositionen wiederzuverwenden. So auch im Falle der Glückwunschkantate Steigt freudig in die Luft zum Geburtstag von Leopolds zweiter Ehefrau Charlotte Friederike Amalie von Nassau-Siegen. Die im gleichen Jahr entstandene Geburtstagskantate Schwingt freudig euch empor (BWV 36c) für einen unbekannten Lehrer ist hier der Ursprung.
Bach scheint seine Komposition als besonders gelungen betrachtet zu haben, denn ein Jahrzehnt später, um 1735, führte er sie umgedichtet nun mit dem Textbeginn Die Freude reget sich (BWV 36b) zu Ehren eines Mitglieds der Leipziger Gelehrtenfamilie Rivinus auf. 1731 arbeitete er sie schon zur Adventskantate Schwingt freudig euch empor (BWV 36) um.
Die Musik ist verschollen, jedoch bis auf die Rezitative nach der Vorlagekomposition rekonstruierbar und in den Kantaten BWV 36, BWV 36b und BWV 36c erhalten.
Der Text stammt von Christian Friedrich Henrici (Pseudonym Picander), dem wichtigsten Textdichter Johann Sebastian Bachs.
Wahrscheinlich erklang die Kantate anlässlich des 23. Geburtstages der Fürstin am 30. November 1725 zum ersten Mal. In Picanders Veröffentlichung Bey der Ersten Geburths-Feyer / Der Durchlauchtigsten Fürstin zu Anhalt-Cöthen 1726 muss es sich bei der Angabe 1726 um einen Druckfehler handeln, da der Fürst Charlotte Friederike Amalie schon 1725 heiratete.

## Besetzung und Aufbau
Die Kantate ist für drei Vokalsolisten (Sopran, Tenor, Bass), vierstimmigen Chor, Oboe d’amore, Viola d’amore, Violine I, Violine II, Viola und Basso continuo gesetzt.
1. Aria: Steigt freudig in die Luft zu den erhabnen Höhen
2. Recitativo: Durchlauchtigste, die tiefgebückte Schuldigkeit
3. Aria: Die Sonne zieht mit sanftem Triebe
4. Recitativo: Die Dankbarkeit, so Tag und Nacht
5. Aria: Sei uns willkommen, schönster Tag!
6. Recitativo: Wiewohl das ist noch nicht genung
7. Aria: Auch mit gedämpften, schwachen Stimmen
8. Recitativo: Doch ehe wir noch deinen Thron verlassen
9. Aria, Recitativo, Coro: Grüne, blühe, lebe lange

## Rekonstruktion der Musik
Fast dreihundert Jahre nach der Uraufführung erklang die Kantate erstmals wieder durch eine Rekonstruktion von Alexander Ferdinand Grychtolik. Als Hauptquellen dafür dienten das erhaltene Partiturautograph der Parodievorlage (BWV 36c) sowie Picanders im Originaldruck erhaltenes Libretto. Artikulation, Dynamik und Continuobezifferung wurden in den betreffenden Sätzen nach der Spätfassung der Kantate BWV 36 ergänzt.

## Einspielungen
- Rekonstruierte Geburtstagskantaten Steiget freudig in die Luft BWV 36a & Der Himmel lacht BWV 66a. Künstler: Gudrun Sidonie Otto (Sopran), Wiebke Lehmkuhl (Alt), Hans Jörg Mammel (Tenor), Carsten Krüger (Bass), Mitteldeutsche Hofmusik, Alexander Grychtolik (Leitung). DDD. Rondeau, 2013.